# Kulíšek kalifornský
Kulíšek kalifornský (Glaucidium hoskinsii, syn. Glaucidium gnoma hoskinsii a Phalaenopsis hoskinsii) je sova náležící do čeledi puštíkovití (Strigidae) a rodu Glaucidium. Historicky tvořila část druhu kulíšek americký (Glaucidium gnoma), který tak zahrnoval tyto samostatné druhy: Glaucidium gnoma, G. californicum, G. cobanense a G. hoskinsii. Kulíška kalifornského popsal William Brewster v roce 1888. Nevytváří žádné poddruhy, je to tedy monotypický taxon.

## Výskyt
Vyskytuje se v Mexiku ve státě Baja California Sur (Sierra Victoria a Sierra de la Giganta) na území o odhadované rozloze okolo 68 400 km2. Jedná se o místního endemita. Žije v borovicových a borovicovo-dubových lesích, přes zimu pravděpodobně obývá i lesy listnaté. Žije až do nadmořské výšky až 2 100 m n. m., zimní měsíce tráví v nadmořských výškách nižších.

## Popis
Kulíšek kalifornský je malý druh sovy, dosahuje velikosti mezi 150 až 170 mm, s ocasem dlouhým asi 64 mm. Hmotnost sovy činí 50 až 65 g, samičky jsou o něco mohutnější než samci. Zbarvení kulíška kalifornského je na svrchních partiích pískově šedohnědé, s načervenalým nádechem, který vyniká zvláště u samic. Doplňují jej skvrnky. Spodní část těla dosahuje špinavě bílého odstínu, s pruhovaným vzorem a výrazným bílým hrdlem. Ocas má potom barvu tmavohnědou, s bělavými proužky. Tento druh je takzvaná sova bez „oušek”, s hnědým obličejovým diskem, jenž je doplněn o bílé obočí. Oči jsou žlutě zabarvené a zobák je zbarven v odstínech zelenožluté. Vzhled mladých jedinců nebyl zjištěn.

## Biologie
Co se týče chování této sovy, nebylo o něm získáno dostatečné množství informací. Kulíšek je aktivní zčásti přes den, živí se nejspíš bezobratlými živočichy, loví možná i některé obratlovce (drobné druhy ptáků či savců). Hnízda si tvoří ve stromových dutinách, reprodukce probíhá od května do června, o měsíc později byla pozorována mláďata; informací o hnízdění je ovšem také málo. Samci se ozývají voláním kvijů. Tyto tóny jsou krátké a relativně vysoké, samci je opakují v intervalech okolo jedné sekundy.

## Ohrožení
Kulíšek kalifornský je dle Mezinárodního svazu ochrany přírody (IUCN) od roku 2014 málo dotčeným druhem. Je zařazen do Úmluvy o mezinárodním obchodu s ohroženými druhy volně žijících živočichů a rostlin (druhá příloha).